# Agylla sanctaejohannis
Agylla sanctaejohannis là một loài bướm đêm thuộc phân họ Arctiinae, họ Erebidae.